# 音韻規則
音韻規則（おんいんきそく、phonological rule）は、言語における体系的な音韻論・形態音韻論過程、または通時的な音変化を表現するための形式的手段である。一般には生成音韻論で、人間の脳が口頭言語を生成・理解する際、音に関してどのような操作や計算を行うかを捉える概念として用いられる。音韻規則の記述には、音声記号か弁別的素性、もしくはその両方を用いることがある。
ジョン・ゴールドスミス（1995）は「2つの異なる音声表示レベル（ここでは抽象/基底レベルと表層レベル）間の写像」と定義し、またブルース・ヘイズ（2009）は「音声の環境による発音され方の違いを"一般化"したもの」と表している。つまり音韻規則とは、話者の脳に記憶された音声の抽象表示から、その話者が実際に話すときの発音に至るまでの過程を説明したものである。一般に音韻規則は、音声の基底表示（話者の心に記憶された音素）を起点とし、最終的には表層形式（実際の発音）を生み出す。基底形式が複数の表層形式を有する場合はしばしば異音と称される。例えば、英語における複数形は-sと表記されるが、その発音は[s]（例："cats"）、[z]（例："cabs", "peas"）、[əz]（例："buses"）のいずれかになりうる。これらの形式は、理論的にはいずれも同じ-sとして心に記憶されているが、一連の音韻規則を経てさまざまな表層レベルの発音が派生してくるのである。

## 例
アメリカ英語の多くの方言では、歯茎破裂音/t/・/d/がはじき音（[ɾ]）に変化するフラッピングという過程が見られる（例："butter" ([ˈbʌɾɹ]), "notable" ([ˈnoʊɾəbl])）。はじき音への変化は、/t/・/d/が2つの母音間にあり、かつ前者の母音が強勢、後者の母音が非強勢である場合に限られる。音韻規則の表記においては、可能な限り一般的な方式で、形式上の書き換え規則を用いるのが通例であるため、上記のフラッピングは次のように定式化される。

## 書式と表記法
前節に示したフラッピングの音韻規則は、「どの音が変化するか」「なんの音へと変化するか」「その変化はどこで起きるか（どのような環境がその変化を引き起こすのか）」を表している。下記は、当該の音韻規則を注釈つきで説明したものである。
| |
| 1. 規則の名称：「母音間歯茎音フラッピング」 2. 変化を受ける基底レベルの音声。この例では、その音声が共有するすべての素性が括弧内に示されており、すなわち/t/・/d/がともに破裂音（閉鎖子音：stop consonant）で、かつ舌が歯茎（alveolar ridge）に触れる発音であることを表している。したがって、この規則は同じ素性を共有するすべての音声に適用される（英語では/t/・/d/のみ）。変化の対象となる個別の音声のみを用いて記述することも可能だが、括弧を用いて素性を示すことにより、音韻上の関連がある複数の音声にまとめて規則を適用することができるようになる。近年の研究では、分節音と自然類の対応に関する理論的類型をより良い形で反映するために、このような伝統的表記法を改良する提案もなされている。 3. 矢印は、左側の音声が右側の素性を持つように変化することを示している。 4. （この例では）/t/・/d/から変化して生じる音声、もしくは変化を受ける個別の素性。 5. 斜線は「以下の環境下において」の略記である。つまり、当該規則の適用環境を斜線の右側に示すことを意味している。 6. 変化を受ける音声に前置される音声またはその素性。この例では、/t/・/d/がはじき音に変化するためには、直前に強勢母音（stressed vowel）がなければならないことを示している。 7. 変化を受ける音声の位置。この例における下線は、/t/・/d/がはじき音に変化するためには、2つの母音（前者は強勢、後者は非強勢）に挟まれていなければならないことを示している。 8. 変化を受ける音声に後置される音声またはその素性。この例では、/t/・/d/がはじき音に変化するためには、直後に非強勢母音（unstressed vowel）がなければならないことを示している。 9. 規則の適用環境や変化対象を明記するための説明文：「/t/・/d/は強勢母音の後・非強勢母音の前ではじき音化する」 |

左から右へ通して読むと、フラッピングの音韻規則を示した上述の表記法は、「任意の歯茎破裂音（/t/・/d/）は、強勢母音の直後かつ非強勢母音の直前に位置する環境下において、はじき音（[ɾ]）に変化する」ことを述べているとわかる。
音韻規則の記述にはしばしば弁別的素性が用いられるが、この弁別的素性は一般に、音声の音響的・調音的性質を示す自然的（生得的）特徴であると考えられている。このとき、ある特定の素性の束（マトリックス）を選び出すことによって、ともに自然類を形成し、音韻規則の中でパターンをなすような音声の集合を示すことが可能である。例えば先述の音韻規則においても、音韻学の分野では/t/と/d/を別個に扱うのではなく、/t/・/d/に共通の素性をもって記述を行うことがある。この際に捉えるのは個別の音声ではなく、「破裂音であり、かつ舌を歯茎に接触させて発する音声の集合」全体である。最も一般的な素性の記述体系を用いると、発音時における調音方法および舌の位置と形状に基づいて、/t/・/d/の音声は[+delayed release, +anterior, -distributed]（遅延的開放性あり、前方性あり、広域性なし）という素性で表せる。ただし、音韻形式は常に素性で記述されるわけではなく、特に単一の音声を適用対象とする際には、国際音声記号を用いる場合もある。

## 特徴
ヘイズ（2009）は、すべての音韻規則が持つ共通の特徴として以下を挙げている。
- 言語固有性：ある言語に存在する音韻規則が別の言語には存在しないことがある。また当該言語においてさえ、同じ音韻規則がすべての方言に存在するとは限らない。
- 生産性：新語であっても音韻規則は適用される。例えば、英語話者に無意味語（英語版）の"wug"を複数形（"wugs"）にして発音するよう求めると、今までにその語の使用経験がなくとも、複数語尾のsは[s]ではなく[z]と発音される（この種のテストはワグ・テスト（英語版）と呼ばれる）。
- 自然会得的かつ無意識的：話者は音韻規則を適用しているという意識を有していない。また、明確に教わることがなくとも、人生の早い段階から音韻規則を身につけている。
- 直感的：音韻規則により、話者はどの語が「適格」で「容認可能」なのかを直感することができる。一方、当該言語の音韻規則にそぐわない語を耳にした際には、異国語のようであるか不適格である風に感じられる。

## 類型
音韻規則は、以下のような4つの類型に大別される。
- 同化：ある音声が素性のひとつを変化させ、隣接する音声との類似性を高める場合。先述の英語複数形規則において、先行する子音が有声であるか否かに応じて、-sが有声または無声になるような類のものである。
- 異化：ある音声が素性のひとつを変化させ、隣接する音声との類似性を低くする場合。通常、2つの音声をより区別しやすくするために行われる。母語以外の言語を話す際、音声の対比をつけることが難しい場合などにしばしば見られる[12]。
- 挿入：2つの音声間に別の音声が加わる場合。英語複数形規則においても生じるもので、例えば"bus"に複数形態素のzがつく場合、"bus-z"は多くの英語話者にとって発音不能と見なされるため、[s]と[z]の間には短母音（シュワー：[ə]）が挿入される。
- 脱落：非強勢音節や弱子音のような音声が発音されない場合。例えば、アメリカ英語話者の多くが"handbag"の[d]を発音しないようなもの。

## 音韻規則の順序づけ
ジェンセンによると、ある特定の音韻規則を適用して生じた音韻的・形態的形式が、まったく異なる音韻規則を引き起こし、 結果として不適切な表層形式が現れる場合には、音韻規則に順序を与えることが必要になるという。

### 順序づけの類型
音韻規則A、Bがあり、両者が等しく妥当な規則であるならば、それらは下記カテゴリーのいずれかに従って順序づけられる。
- フィーディング（「給餌」順序）：Aを適用することにより、Bの適用機会が設けられる。
- ブリーディング（「流血」順序）：Aを適用することにより、Bの適用が阻害される。
- 逆フィーディング：Bを適用することにより、Aの適用機会が設けられる。
- 逆ブリーディング：Bを適用することにより、Aの適用が阻害される。

### 派生過程
2つの音韻規則間に明確な順序が求められる場合には、その派生過程を示さなければならない。派生過程には、音韻規則を適切な順序で適用して可能な音声表示が現れる過程、および逆の順序で適用して不適切な音声表示が生じる反例、これら2つの構成要素が必要である。

#### 派生過程の例
以下はジェンセンが示した派生過程の例で、ロシア語における音韻規則の順序づけを表したものである。ここでは、音韻規則1→2の順序で適用される、下記2つの音韻規則が与えられているものとする。
1. {\displaystyle l\rightarrow \emptyset /C}___#（L脱落：/l/が任意の子音直後かつ語末にある場合はゼロ音素になる（脱落する））[13]
2. {\displaystyle \left[-sonorant\right]\rightarrow \left[-voice\right]/}___ #（語末子音の無声化：共鳴性（sonorant）を欠く音声（阻害音）が語末に位置する場合は有声性（voice）を失う（無声音になる））[16]

##### 適切な派生過程[13]
1. /#greb+l#/（基層表示）
  - greb（L脱落を適用）
  - grep（語末子音の無声化を適用）
2. [grep*=]（適切な音声表示）

##### 不適切な派生過程[13]
1. /#greb+l#/（基層表示）
  - ------（語末子音の無声化を適用）
  - greb（L脱落を適用）
2. *[greb]（不適切な音声表示）

## 表記法の拡張
音韻規則それ自身の意図は、ある言語における音変化を包括的に述べることである。しかしながらほとんどの場合、音変化の方式は言語間で一様ではない。形式的分析に際しては、多様な音変化をできるだけ簡略に説明するため、先述の表記法に加えて、さらなる表記上の約束事を実装する必要がしばしば生じる。
- 下付き記号：ある音素のタイプがいくつ生じるのかを示す[17]。
  - {\displaystyle C_{x}}は、{\displaystyle x}個以上の子音が生じることを示す（ただし{\displaystyle x\geq 0}）。
  - {\displaystyle V_{x}}は、{\displaystyle x}個以上の母音が生じることを示す（ただし{\displaystyle x\geq 0}）。
- 語境界：語の左右の境界を示す。境界はハッシュタグ記号で表し、境界の間に完全な文字列を入れる[17]。
  - 例えば#cat#という表記において、冒頭と末尾のハッシュタグはそれぞれ、"cat"という語の始まりと終わりを示している。

- { }（波括弧）：2つの式における論理和的関係性を示す[18]。
  - 例えば、2つの式ABDとAEDは、波括弧を用いて次のように表せる。
    - {\displaystyle A{\begin{Bmatrix}B\\E\end{Bmatrix}}D}：Aの後にB・Eのいずれかがあり、そしてその後にDがある。
- ( )（丸括弧）：波括弧と同様、2つの式における論理和的関係性を示す機能を持つが、丸括弧はその中にある要素が省略できることを意味している[17]。
  - 例えば、2つの式ABDとADは、丸括弧を用いて次のように表せる。
    - {\displaystyle A(B)D}：Bは選択的にAとDの間へ入ることができる。
- < >（山括弧）：ある集合内の条件的関係性を示す[13][18]。
  - 以下の例はトルコ語の母音調和を表したものである。
    - {\displaystyle {\begin{bmatrix}+syll\\\langle +high\rangle \end{bmatrix}}\rightarrow {\begin{bmatrix}\alpha back\\\langle \beta round\rangle \end{bmatrix}}/{\begin{bmatrix}+syll\\\alpha back\\\beta round\end{bmatrix}}C_{0}}__：すべての母音（[+syll(abic)]：音節性あり）は、間に入る子音の数にかかわらず、先行する母音における[+/- back]の値（後舌性の有無）に従ってその性質を帯びる。また、もし母音が[+high]（高段性あり）ならば、間に入る子音の数にかかわらず、先行する母音における[+/- round]の値（円唇性の有無）に従ってその性質を帯びる。